# Czapla żółtodzioba
Czapla żółtodzioba (Egretta eulophotes) – gatunek dużego ptaka wędrownego z rodziny czaplowatych (Ardeidae), występujący we wschodniej Azji. Jest narażony na wyginięcie.

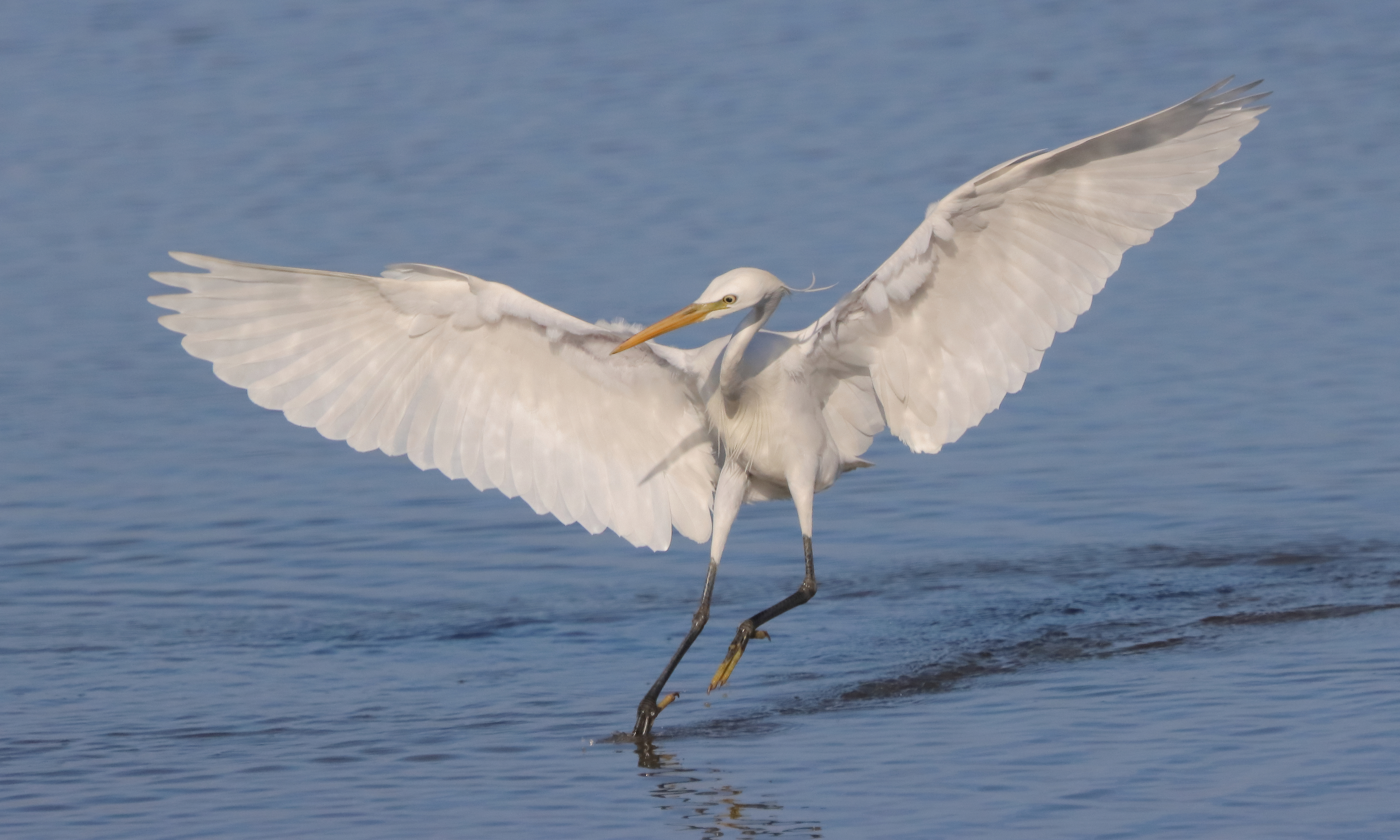
Czapla żółtodzioba sfotografowana na Tajwanie

SystematykaGatunek jako pierwszy formalnie opisał Robert Swinhoe, nadając mu nazwę Herodias eulophotes. Opis ukazał się w 1860 roku na łamach czasopisma „Ibis”. Jako miejsce typowe autor wskazał Amoy w Chinach. Obecnie gatunek umieszczany jest w rodzaju Egretta. Jest to gatunek monotypowy, tzn. nie wyróżnia się podgatunków.
MorfologiaDługość ciała 65–68 cm; masa ciała 390–540 g; rozpiętość skrzydeł 99 cm. Upierzenie białe, żółty dziób.
Zasięg występowaniaGniazduje na wybrzeżach Rosyjskiego Dalekiego Wschodu, Korei Północnej i Południowej oraz północno-wschodnich i wschodnich Chin. Po okresie gniazdowania migruje w kierunku południowym do Japonii, Filipin, Malezji, Singapuru i Indonezji. Chętnie zimuje we wschodnich Filipinach, na wyspach Leyte, Bohol i Cebu.
StatusPopulacja tego gatunku jest szacowana na 2500–9999 dojrzałych osobników. Jest to gatunek narażony na wyginięcie, głównie z powodu niszczenia siedlisk.